# Donald Campbell

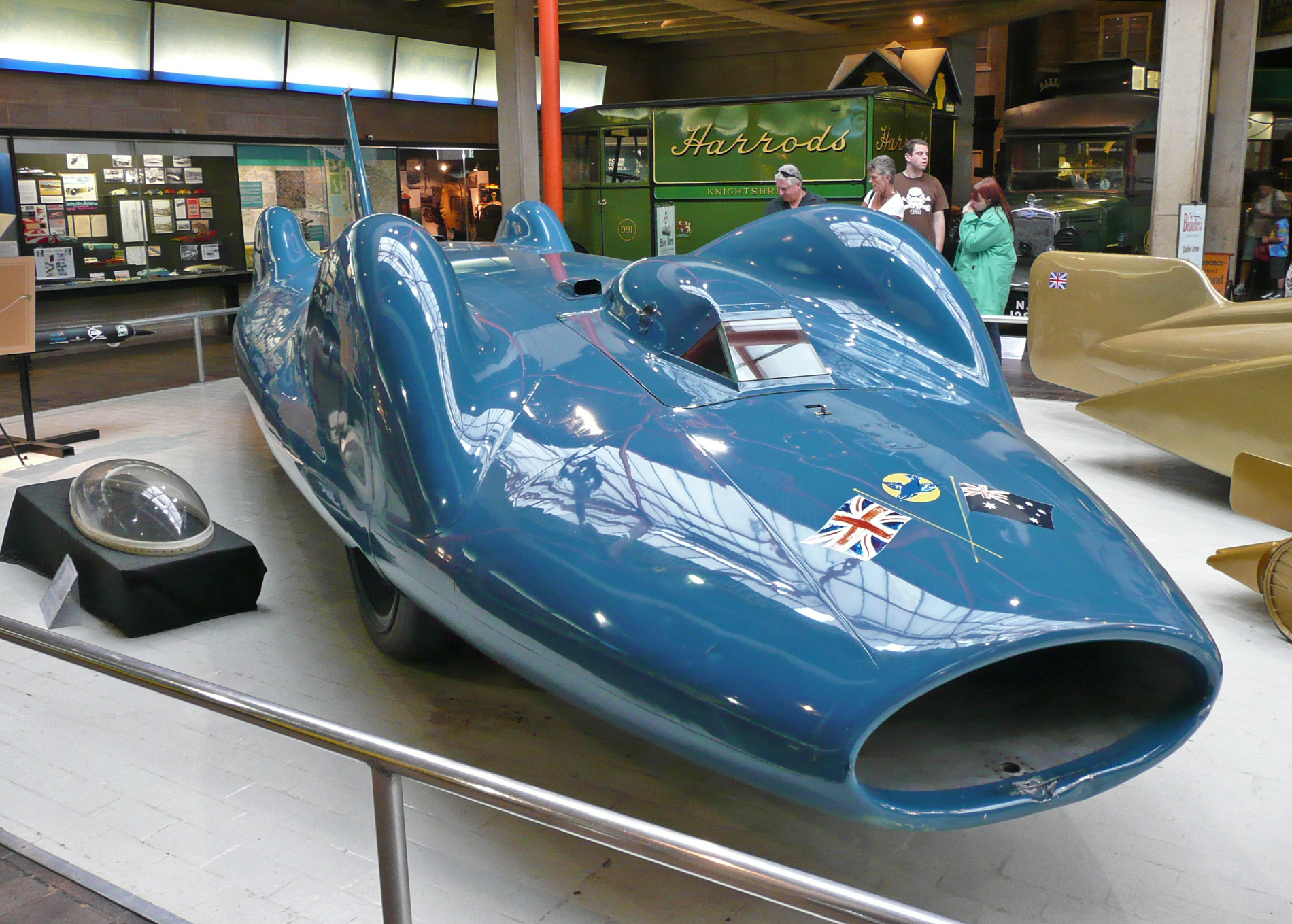
Jeden z pojazdów „Bluebird”, CN7

Donald Malcolm Campbell (ur. 23 marca 1921 w Horley, zm. 4 stycznia 1967 w Coniston Water w Lancashire) – brytyjski kierowca wyścigowy.
Campbell ośmiokrotnie ustanawiał rekordy prędkości na lądzie i na wodzie. Jest jedyną osobą, która w jednym roku ustanowiła rekord zarówno na lądzie, jak i na wodzie.

## Rodzina
Donald był synem Sir Malcolma Campbella, który pojazdami „Bluebird” ustanowił aż 13 rekordów prędkości w latach 20. i 30. XX wieku.

## Rekordy prędkości na wodzie
Swój pościg za rekordami Donald Campbell rozpoczął na starej łodzi ojca „Blue Bird K4". Jednak stara konstrukcja nie wytrzymała kolejnych prób i w 1951 roku Campbell przesiadł się na nową łódź, „Bluebird K7". Wyposażona była ona w silnik odrzutowy Metropolitan-Vickers Beryl i miał konstrukcję hydroplanu.
Na tej łodzi Campbell ustanowił w latach 1955–1964 siedem rekordów prędkości. Pierwszy rekord ustanowił 23 lipca 1955 na jeziorze Ullswater, a prędkość która osiągnął to 202,15 mph (324 km/h). Jeszcze w tym samym roku Campbell uzyskał prędkość 216 mph. Następne rekordy to: 225 mph w 1956, 239 mph w 1957, 248 mph w 1958, 260 mph w 1959. Swój ostatni rekord Campbell ustanowił 31 grudnia 1964 roku na jeziorze Dumbleyoung w Australii, gdzie uzyskał prędkość 276,33 mph (442 km/h).

## Ostatni wyścig
W 1966 roku Campbell postanowił ustanowić kolejny rekord prędkości na wodzie. Tym razem za cel postawił sobie przekroczenie 300 mil na godzinę. Próba odbyła się w listopadzie 1966 roku na jeziorze Coniston. Jednak Campbellowi nie sprzyjała tym razem aura oraz przestarzały silnik w jego łodzi. Próba nie powiodła się.
Po wstawieniu nowego silnika, 4 stycznia 1967 roku Campbell wrócił na Coniston. Do pobicia rekordu zabrakło niewiele. Po przekroczeniu prędkości 300 mil, tuż przed punktem pomiarowym, łódź Campbella uniosła się dziobem do góry i z ogromną siłą uderzyła o taflę wody. Bluebird roztrzaskał się, a Donald Campbell zginął na miejscu.
Wokół śmierci Campbella narosło wiele legend. Do końca nie wiadomo co było przyczyną tego, iż łódź straciła kontakt z wodą. Najbardziej prawdopodobnym wydaje się, że nowy silnik, dużo cięższy od poprzedniego zaburzył wyważenie łodzi. Wiele osób wskazuje na samobójstwo, uważając że Campbell celowo mógł zwiększyć nagle moc silnika.

## Legenda Campbella
Campbell jest w Wielkiej Brytanii osobą bardzo znaną. W 1988 losy jego ostatniej próby pobicia rekordu były inspiracją do nakręcenia filmu Across the lake. W rolę Donalda Campbella wcielił się Anthony Hopkins. W 2003 roku telewizja BBC poświęciła Capmbellowi jeden z odcinków serii Days That Shook the World. Zespół Marillion poświęcił Campbellowi utwór „Out of This World” z płyty „Afraid of Sunlight”.